# EVV Eindhoven in het seizoen 1975/76
Het seizoen 1975/1976 was het 22e jaar in het bestaan van de Eindhovense betaaldvoetbalclub Eindhoven. De club kwam uit in de Eredivisie en eindigde daarin op de 15e plaats. Tevens deed de club mee aan het toernooi om de KNVB Beker, hierin werd in de halve finale verloren van PSV (1–8).

## Wedstrijdstatistieken

### Eredivisie
|       | Ajax  | FC Amsterdam | AZ '67 | Excelsior | Feyenoord | Go Ahead Eagles | De Graafschap | FC Den Haag-ADO | MVV   | NAC   | N.E.C. | PSV   | Roda JC | Sparta | Telstar | FC Twente '65 | FC Utrecht |
| ----- | ----- | ------------ | ------ | --------- | --------- | --------------- | ------------- | --------------- | ----- | ----- | ------ | ----- | ------- | ------ | ------- | ------------- | ---------- |
| Thuis | 2 – 3 | 2 – 1        | 1 – 3  | 2 – 1     | 0 – 0     | 4 – 2           | 1 – 1         | 2 – 4           | 1 – 0 | 2 – 3 | 1 – 0  | 1 – 5 | 0 – 1   | 1 – 1  | 0 – 0   | 0 – 1         | 3 – 3      |
| Uit   | 2 – 0 | 3 – 4        | 2 – 0  | 2 – 1     | 5 – 0     | 2 – 1           | 1 – 1         | 6 – 0           | 1 – 1 | 2 – 0 | 0 – 0  | 2 – 1 | 1 – 2   | 0 – 1  | 0 – 2   | 3 – 1         | 2 – 2      |

### KNVB Beker
| 2e ronde                                        | Eindhoven                                                        | 2 – 0 (1 – 0)                      | Excelsior                                                                               |
| 12 oktober 1975 Plaats: Eindhoven Aalsterweg    | Cees van de Munnik 17' (e.d.) Lambert Kreekels 84'               |                                    |                                                                                         |
| 3e ronde                                        | Eindhoven                                                        | 4 – 1 (0 – 0, 1 – 1) Na verlenging | Wageningen                                                                              |
| 7 december 1975 Plaats: Eindhoven Aalsterweg    | Jacques van der Pas 52' Huub Posthuma 91', 95' Anton Jacobs 111' |                                    | 89' Aart Ooms                                                                           |
| Kwartfinale                                     | Eindhoven                                                        | 2 – 0 (1 – 0)                      | AZ '67                                                                                  |
| 29 februari 1976 Plaats: Eindhoven Aalsterweg   | Hans Bleijenberg 42' Jacques van der Pas 46'                     |                                    |                                                                                         |
| Halve finale                                    | Eindhoven                                                        | 1 – 8 (0 – 2)                      | PSV                                                                                     |
| 10 maart 1976 Plaats: Eindhoven Philips Stadion | Hans Bleijenberg 86'                                             |                                    | 11', 56', 74', 76', 78' Willy van der Kuijlen 28', 70' Ralf Edström 75' Peter Dahlqvist |

## Statistieken Eindhoven 1975/1976

### Eindstand Eindhoven in de Nederlandse Eredivisie 1975 / 1976
| Stand | Gespeeld | Gewonnen | Gelijk | Verloren | Punten | Doelpunten voor | Doelpunten tegen |
| ----- | -------- | -------- | ------ | -------- | ------ | --------------- | ---------------- |
| 15e   | 34       | 9        | 9      | 16       | 27     | 40              | 63               |

### Topscorers
| #                    | Naam                | Goal |
| -------------------- | ------------------- | ---- |
| 1.                   | Hans Bleijenberg    | 13   |
| 2.                   | Lambert Kreekels    | 11   |
| 3.                   | Toon Jacobs         | 3    |
| 3.                   | Huub Posthuma       | 3    |
| 5.                   | Henk Bloemers       | 2    |
| 5.                   | Cees Schapendonk    | 2    |
| 5.                   | Willy Senders       | 2    |
| 8.                   | Jacques van der Pas | 1    |
| 8.                   | Leen Warnaar        | 1    |
| Onbekende doelpunten |                     |      |
| –                    | Onbekend            | 2    |
| Totaal               | Totaal              | 40   |

| #                | Naam                           | Goal |
| ---------------- | ------------------------------ | ---- |
| 1.               | Hans Bleijenberg               | 2    |
| 1.               | Jacques van der Pas            | 2    |
| 1.               | Huub Posthuma                  | 2    |
| 4.               | Anton Jacobs                   | 1    |
| 4.               | Lambert Kreekels               | 1    |
| Eigen doelpunten |                                |      |
| –                | Cees van de Munnik (Excelsior) | 1    |
| Totaal           | Totaal                         | 9    |

## Voetnoten
Ajax ·
FC Amsterdam ·
AZ '67 ·
Eindhoven ·
Excelsior ·
Feyenoord ·
Go Ahead Eagles ·
De Graafschap ·
FC Den Haag-ADO ·
MVV ·
NAC ·
N.E.C. ·
PSV ·
Roda JC ·
Sparta ·
Telstar ·
FC Twente '65 ·
FC Utrecht